# Frankenweenie (1984)
Frankenweenie is een Amerikaanse zwart-witfilm van regisseur Tim Burton uit 1984. De film is zowel een parodie op, als een hommage aan de film Frankenstein uit 1931, die op zijn beurt gebaseerd was op het gelijknamige boek van Mary Shelley.

## Verhaal
De hoofdrollen in de film zijn die van een jongetje Victor Frankenstein en zijn hond Sparky. Als hobby maakt Victor films waarin Sparky steeds de hoofdrol mag spelen, maar op een dag wordt Sparky op straat omver gereden. Victor leert hierna op school over de elektrische impulsen in spieren en krijgt het idee om zijn hond via elektriciteit terug tot leven te wekken. Wanneer dit uiteindelijk lukt en hij de opnieuw levende Sparky aan zijn buren toont, blijken die buren angstig en boos te zijn. Wanneer Sparky echter Victor uit een brand helpt en daardoor zelf opnieuw sterft, zien de buren in dat hun woede en angsten onterecht waren. Uiteindelijk gebruikt Victor startkabels om Sparky voor een tweede maal terug tot leven te wekken.

## Rolverdeling
| Acteur         | Personage           |
| -------------- | ------------------- |
| Shelley Duvall | Susan Frankenstein  |
| Daniel Stern   | Ben Frankenstein    |
| Barret Oliver  | Victor Frankenstein |
| Joseph Maher   | Mr. Chambers        |
| Roz Braverman  | Mrs. Epstein        |
| Paul Bartel    | Mr. Walsh           |
| Sofia Coppola  | Anne Chambers       |
| Jason Hervey   | Frank Dale          |
| Paul C. Scott  | Mike Anderson       |
| Helen Boll     | Mrs. Curtis         |
| Rusty James    | Raymond             |

## Achtergrond
Burton werkte voor dit verhaal samen met Disney, maar werd na het afwerken van deze film ontslagen. De film zou namelijk te beangstigend zijn voor het beoogde doelpubliek. De film had in de Amerikaanse bioscopen moeten uitkomen voor een heruitgave van Pinokkio op 21 december 1984, maar dit plan werd afgeblazen. De film werd in 1985 wel in Britse bioscopen vertoond als voorfilmpje van Baby: Secret of the Lost Legend. Na het succes van Burtons films Beetlejuice, Pee-wee's Big Adventure en Batman, werd Frankenweenie in 1994 alsnog op video uitgebracht.
In 2012 kwam er een remake uit in de vorm van een animatiefilm met dezelfde titel.